# Ameliópolis
Ameliópolis é um distrito do município brasileiro de Presidente Prudente, no interior do estado de São Paulo.

## História

### Origem
O distrito tem origem no povoado de Ameliópolis, cuja história está atrelada à compra da Fazenda Montalvão, que pertencia ao Coronel Marcondes, pelos empresários Fortunato Ciampolini e Carlos Paranhos Braga.
Após a aquisição da fazenda deram início ao loteamento e a venda dessas terras. Em uma gleba pertencente a Carlos Paranhos Braga foi fundado na década de 1940 o povoado de Ameliópolis, nome dado em homenagem a sua esposa Dona Amélia.

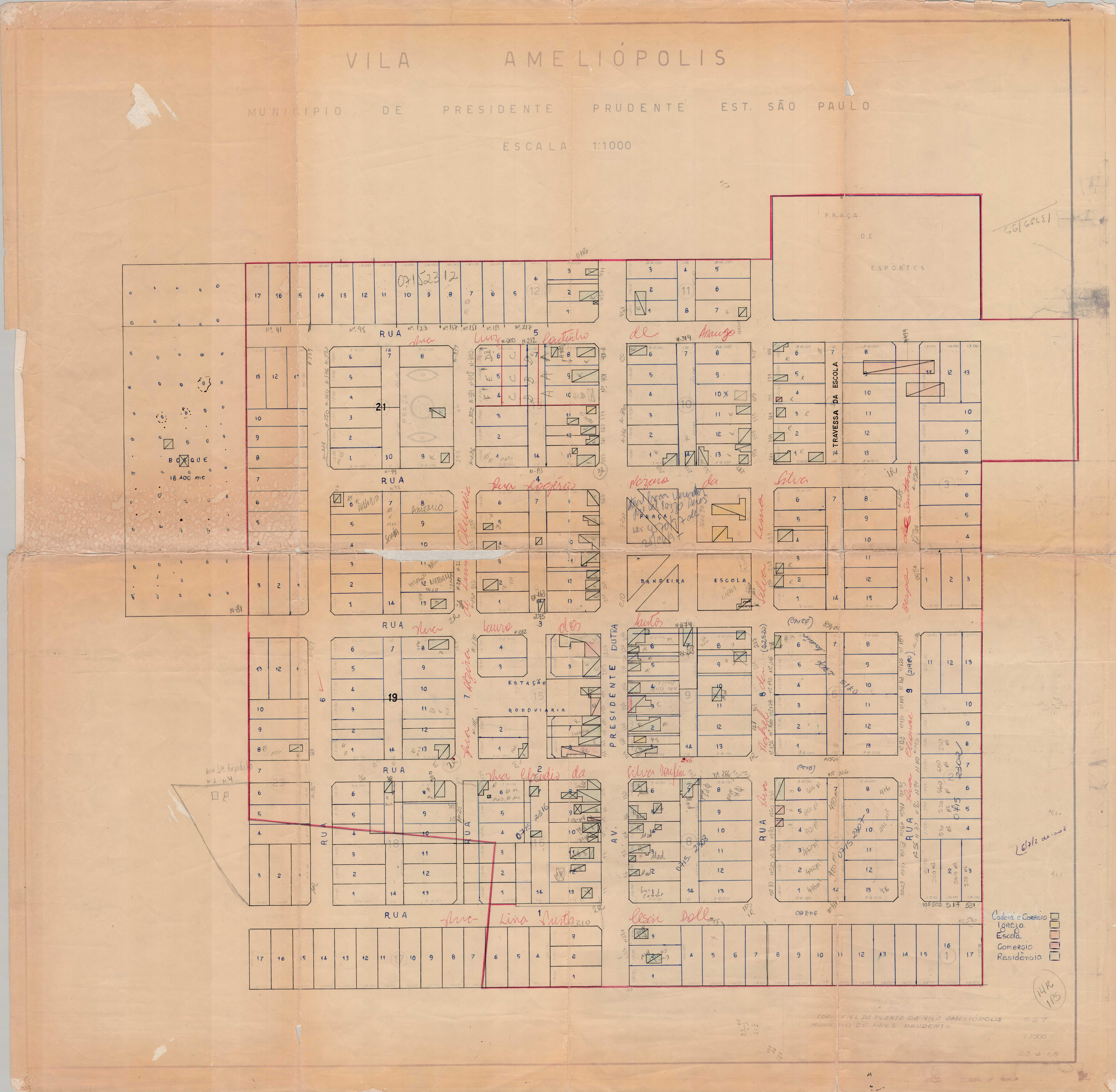
Planta da área urbana original.

### Formação administrativa
- Distrito criado pela Lei n° 2.456 de 30/12/1953, com sede no povoado de igual nome e território desmembrado do distrito de Eneida[5][6].
- Decreto nº 23.608 de 06/09/1954 - Cria a 1.ª subdelegacia de polícia do distrito de Ameliópolis, no município de Presidente Prudente[7].

## Geografia

### Demografia

#### População urbana
| Crescimento população urbana | Crescimento população urbana | Crescimento população urbana | Crescimento população urbana |
| Censo                        | Pop.                         |                              | %±                           |
| ---------------------------- | ---------------------------- | ---------------------------- | ---------------------------- |
| 1960                         | 366                          |                              | —                            |
| 1970                         | 351                          |                              | −4,1%                        |
| 1980                         | 426                          |                              | 21,4%                        |
| 1991                         | 343                          |                              | −19,5%                       |
| 2000                         | 391                          |                              | 14,0%                        |
| 2010                         | 420                          |                              | 7,4%                         |
| Fonte: IBGE e Fundação SEADE |                              |                              |                              |

#### População total
Pelo Censo 2010 (IBGE) a população total do distrito era de 561 habitantes.

### Área territorial
A área territorial do distrito é de 141,954 km².

### Bairros
- Ameliópolis (sede)[10]

### Rodovias
O distrito localiza-se à 47 km de Presidente Prudente pela estrada vicinal Raimundo Maiolini.

## Serviços públicos

### Registro civil
Atualmente é feito no distrito de Eneida, pois o Cartório de Registro Civil das Pessoas Naturais do distrito foi extinto pela Resolução nº 1 de 29/12/1971 do Tribunal de Justiça do Estado de São Paulo, e seu acervo foi recolhido ao cartório do distrito sede.

### Saneamento
O serviço de abastecimento de água é feito pela Companhia de Saneamento Básico do Estado de São Paulo (SABESP).

### Energia
A responsável pelo abastecimento de energia elétrica é a Energisa Sul-Sudeste, antiga Caiuá (distribuidora do grupo Rede Energia).

### Telecomunicações
O distrito era atendido pela Telecomunicações de São Paulo (TELESP), que inaugurou a central telefônica utilizada até os dias atuais. Em 1998 esta empresa foi vendida para a Telefônica, que em 2012 adotou a marca Vivo para suas operações.

## Atividades econômicas
Durante as décadas de 40 e 50 Ameliópolis teve sua ascensão, pois foi logo após a crise do café que as grandes fazendas da região iniciaram o plantio de algodão, prevalecendo durante anos.
Entre as décadas de 60 e 70 a cultura algodoeira passa a perder espaço e passou a ser substituído pela pecuária extensiva, que torna-se a principal atividade no campo durante aquele período, e deste modo o êxodo rural ocorre com grande expressão. Já a agropecuária local mantinha a criação de bovinos e também as culturas de algodão, milho e feijão.

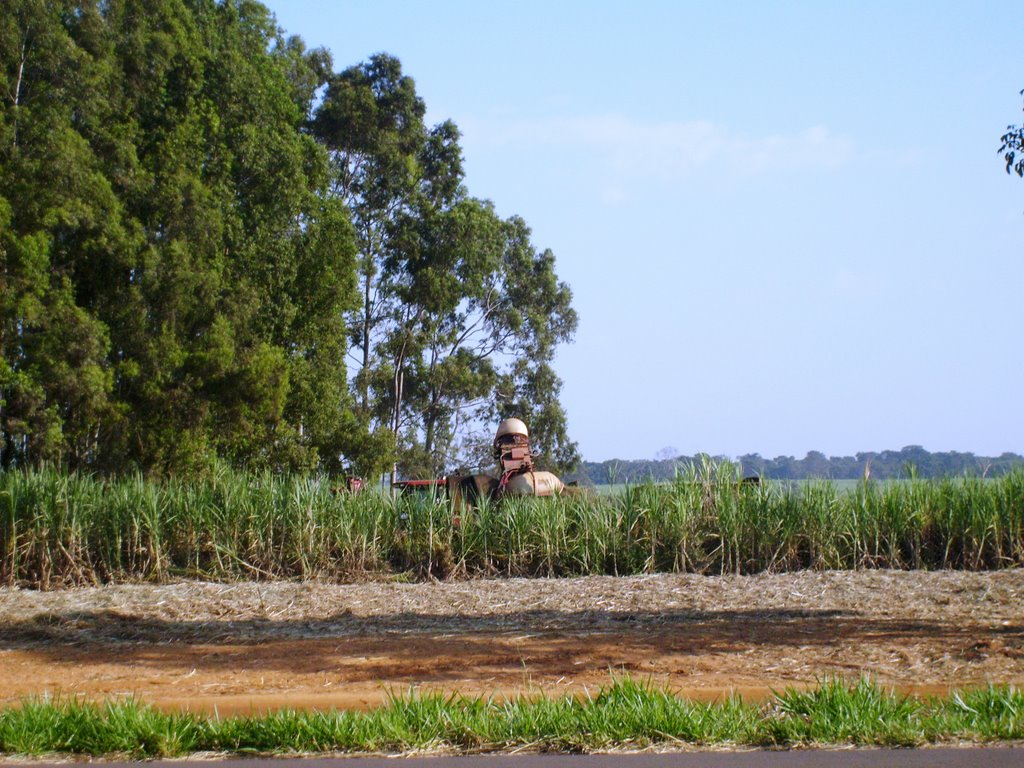
Colheita de cana em Ameliópolis.

### Usina de açúcar e álcool
Em 1996 foi inaugurada na Fazenda Alta Floresta a Usina Floresta, do Grupo Alto Alegre. A usina é responsável pela produção de 3,7 milhões de sacas de açúcar cristal e 41 milhões de litros de álcool, e também produz energia elétrica.
Além disso gera milhares de empregos diretos e indiretos para trabalhadores de toda a região. Com isso houve a substituição de parte das lavouras existentes para a produção de cana-de-açúcar, lavoura que predomina atualmente além de pastagens para criação de gado de corte e leiteiro.

## Religião
O Cristianismo se faz presente no distrito da seguinte forma:

### Igreja Católica
- A igreja faz parte da Diocese de Presidente Prudente[22].

### Igrejas Evangélicas
- Assembleia de Deus - O distrito possui uma congregação da Assembleia de Deus Ministério do Belém, vinculada ao Campo de Presidente Prudente[23][24]. Por essa igreja, através de um início simples, mas sob a benção de Deus, a mensagem pentecostal chegou ao Brasil. Esta mensagem originada nos céus alcançou milhares de pessoas em todo o país, fazendo da Assembleia de Deus a maior igreja evangélica do Brasil[25].
- Congregação Cristã no Brasil[26].